# Alișer Navoi (film)
Alișer Navoi (în rusă Алишер Навои, în uzbecă Alisher Navoiy) este un film sovietic alb-negru din 1948, regizat de cineastul uzbec de origine tadjică Kamil Iarmatov. El reconstituie viața poetului, filozofului umanist și marelui dregător turcic Alișer Navoi, care a trăit în secolul al XV-lea în Asia Centrală, a lăsat posterității patru colecții de poezii și tratatul filozofic în versuri Hamsa și este considerat fondatorul literaturii uzbece. Scenariul acestui film combină biografia poetului și dregătorului Alișer Navoi cu lupta poporului uzbec pentru o viață mai bună, scoțând în evidență legătura strânsă a poetului cu poporul său și uneltirile unei părți a nobilimii feudale pentru surghiunirea înaltului demnitar.
Realizarea filmului urma să aibă loc în anul 1941 în contextul festivităților de sărbătorire a 500 de ani de la nașterea poetului național uzbec Alișer Navoi (1441–1501), dar declanșarea Războiului Germano-Sovietic a impus amânarea începerii filmărilor timp de câțiva ani. Filmările s-au desfășurat după război în orașul Samarkand și pe platourile studioului de film din Tașkent. Rolul poetului Alișer Navoi a fost interpretat de actorul uzbec Razzoq Hamroyev.
Filmul Alișer Navoi a fost lansat în anul 1948 și s-a bucurat de o popularitate considerabilă în rândul cinefililor sovietici, fiind vizionat de 7,3 milioane de spectatori. El a avut parte de recenzii critice elogioase, a fost distins în 1948 cu Premiul Stalin clasa a II-a și este considerat unul dintre primele filme istorice ale cinematografiei uzbece, precum și o operă de mare valoare artistică și documentară. Recenziile criticilor sovietici au susținut că acest film reconstituie în mod autentic epoca istorică în care a trăit Alișer Navoi, evidențiind că filmul se concentrează pe aspectele constructive ale activității învățatului uzbec și constituie „un exemplu de măiestrie” dramaturgico-regizorală.

## Rezumat

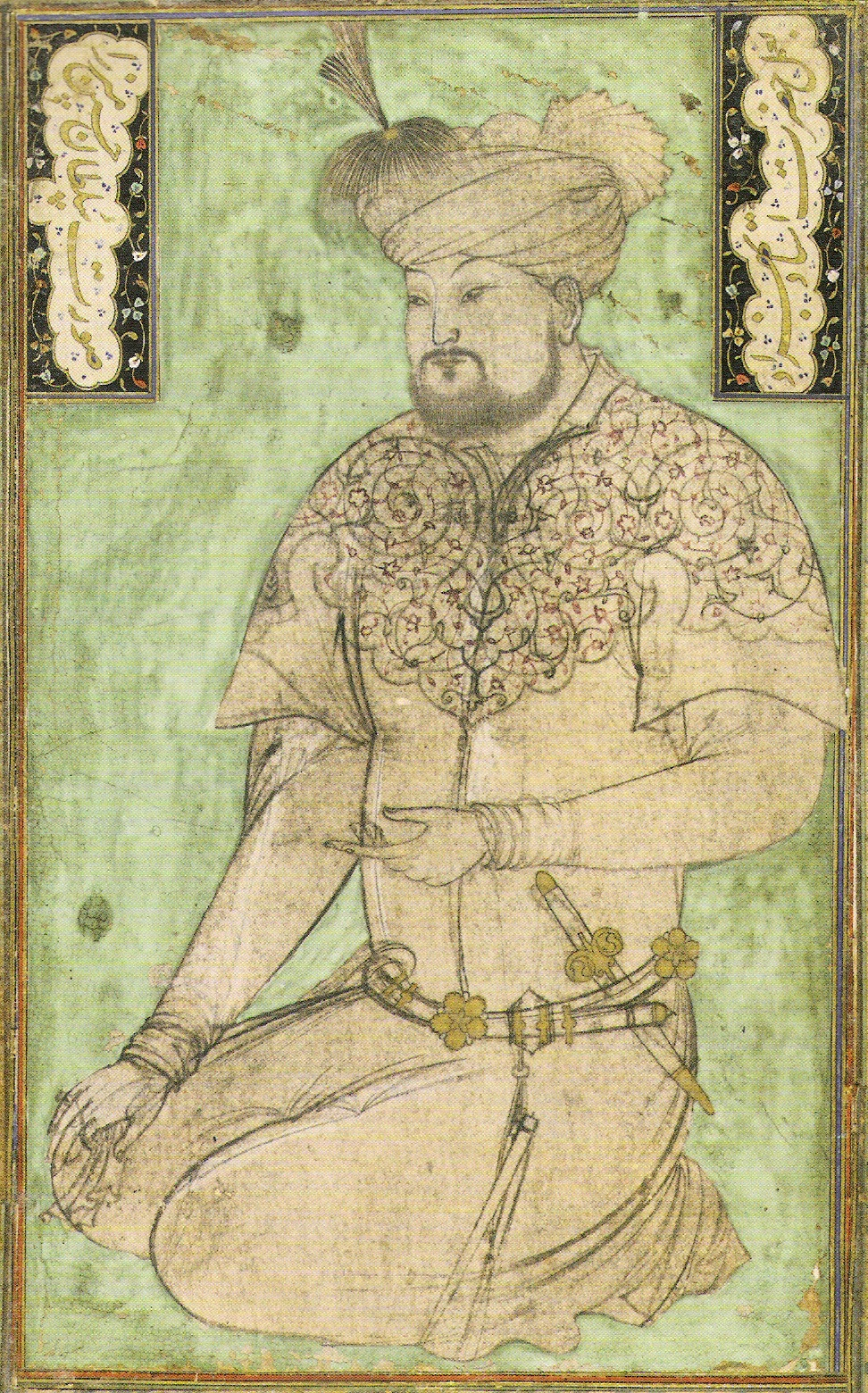
Portret al sultanului timurid Husein Baikara, realizat în anii 1490 de Kamāl ud-Dīn Behzād.

Imperiul creat de Timur Lenk (1336–1405) în Asia Centrală s-a divizat după moartea marelui conducător în mai multe state mai mici, iar urmașii acestuia au declanșat un șir de lupte fratricide și s-au războit între ei o lungă perioadă pentru a stăpâni teritorii cât mai mari. Prințul timurid Husein Baikara, moștenitorul imperiului fragmentat al lui Timur Lenk, și poetul Alișer Navoi sunt prieteni încă din vremea studiilor de la mijlocul secolului al XV-lea, și își petrec tinerețea în orașul Herat. Martor al conflictelor interne sângeroase și al exploatării crude a populației, poetul nutrește visul constituirii unui stat ideal în care să domnească dreptatea și rațiunea și își pune speranțele în moștenitorul tronului. După urcarea pe tron a lui Husein, Alișer devine un sfetnic de încredere al noului sultan, pe care îl ajută la guvernarea statului „la fel ca Aristotel pe Alexandru Macedon”. Imperiul trece printr-o perioadă de pace după un șir de războaie victorioase, iar, sub guvernarea lui Alișer Navoi, are loc o întărire a puterii centrale și o dezvoltare social-economică a statului, iar orașul Herat ajunge una dintre cele mai importante capitale din Asia Centrală. Alișer Navoi devine profesor al prințului Mumin Mirzo, nepotul lui Husein.
Perioada de pace nu durează mult, deoarece prințul Iadîgar, o rudă a sultanului, declanșează un război civil, distrugând un baraj și lipsindu-i pe țărani de apa necesară agriculturii. Înaintea începerii luptei, vizirul Madjdeddin îl trădează pe sultan și trece de partea uzurpatorului, dar, datorită tacticii de luptă concepute de Alișer, bătălia este câștigată; sultanul Husein cruță însă viața prințului Iadîgar și-l lasă liber. După scurt timp Iadîgar se întoarce și capturează cetatea Herat. Sultanul ezită să-și trimită armata, ascultând sfatul vizirului. În aceste condiții, Alișer decide să acționeze pe cont propriu și pătrunde în secret în interiorul cetății cu ajutorul ucenicilor săi devotați: pietrarul Djelaleddin, bucătarul Abul-Malik și Mansur (fiul vizirului). Ei îl leagă pe Iadîgar și se pregătesc să-l ducă în fața sultanului pentru a fi judecat și a divulga numele trădătorului. Sperând să-și salveze viața, Iadîgar îi mărturisește lui Mansur că trădătorul este chiar tatăl său, iar Mansur îl ucide, păstrând astfel secretul. Alișer își asumă responsabilitatea pentru executarea lui Iadîgar și îi aduce sultanului capul prințului ucis. Husein îl numește pe Alișer în rangul de mare emir și pe Mansur ca dregător însărcinat cu strângerea taxelor din Herat.
Sub influența mediului reacționar, sultanul Husein cade tot mai mult sub influența vizirului Madjdeddin, care-l lingușește permanent, și se transformă odată cu trecerea timpului într-un despot oriental tipic. Țăranii și meșteșugarii din Herat devin tot mai nemulțumiți, refuză să-și mai plătească impozitele și, înarmați, se baricadează în cetate. Husein decide să supună cetatea cu forța, dar acceptă totuși să-l trimită acolo pe Alișer pentru a afla motivele revoltei și a căuta să facă dreptate. Alișer este lăsat să intre în oraș, iar locuitorii i se plâng de nedreptatea în ceea ce privește distribuția apei, care ajunge în primul rând către bei. Mansur este considerat vinovat și apoi este executat, iar revolta încetează. În perioada următoare, Alișer Navoi depune eforturi pentru îmbunătățirea condițiilor de viață ale poporului său.

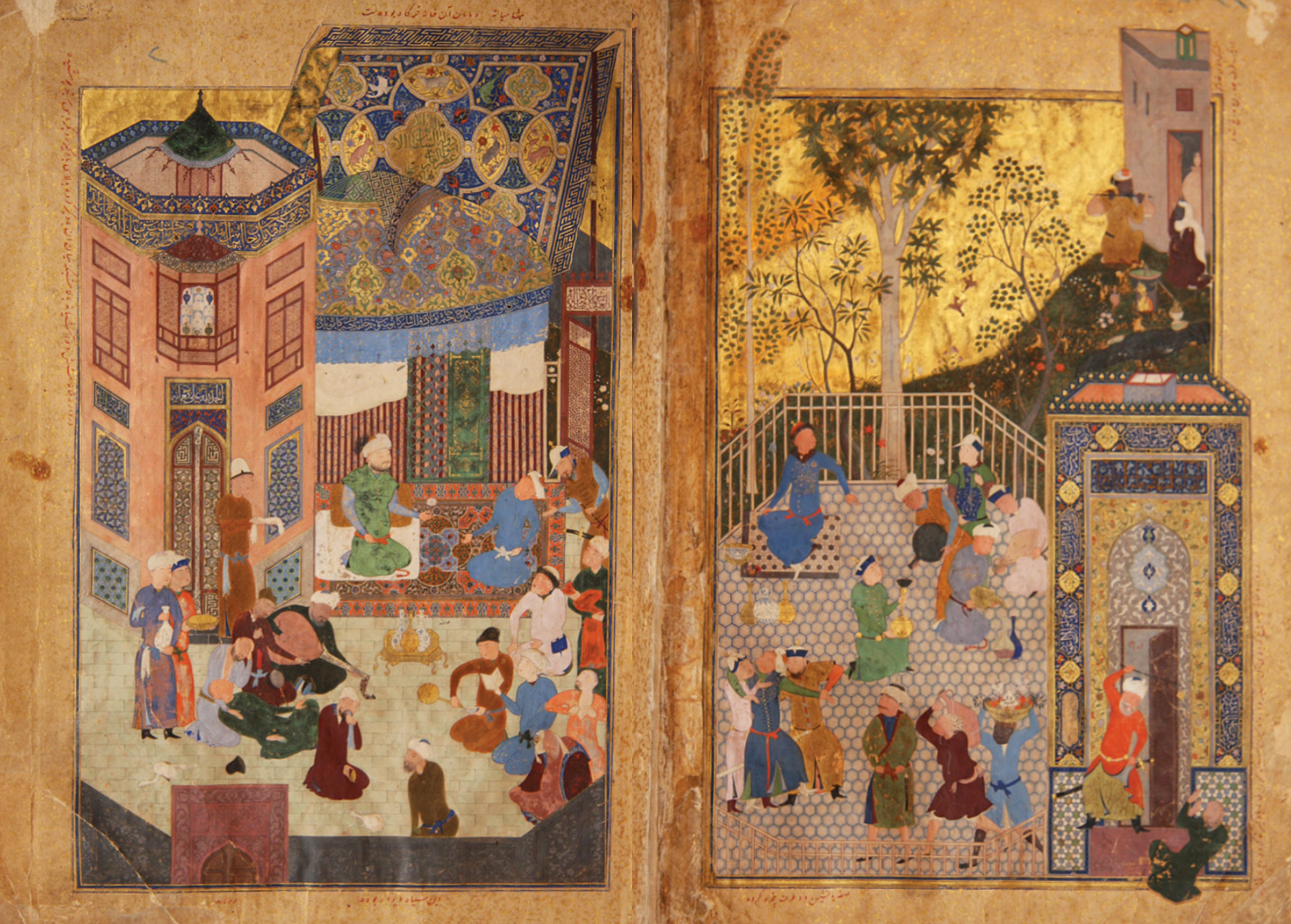
Frontispiciul cărții Cairo Bustan, care-l reprezintă pe sultanul Husein Baikara și curtea acestuia. Herat, c. 1488

Sultanul începe să invidieze popularitatea lui Alișer și, ascultând calomniile lui Madjdeddin, ajunge să creadă că prietenul său din copilărie pregătește un complot pentru a-l răsturna de la putere. În perioada următoare, interesele populației îl determină pe Alișer să ia măsuri împotriva celor care împiedică dezvoltarea economică a țării. Temându-se că-și vor pierde averile, seniorii feudali, în frunte cu vizirul Madjdeddin, îi cer sultanului să-l înlăture pe Alișer Navoi din funcțiile pe care le deține și îi aduc o fată pe nume Ghiuli pe post de cadou. Cu toate acestea, sultanul refuză să-l omoare pe prietenul său din copilărie, dar, având o fire influențabilă, decide să-l îndepărteze de la curte pentru a potoli revolta nobililor și îl numește guvernator în orașul Astrabad. Într-o discuție particulară, Alișer îi mărturisește lui Husein că o iubește pe Ghiuli și îl roagă să o lase să plece împreună cu el. Fata moare însă pe drum din cauza otrăvii primite de la vizir, iar Alișer decide să trăiască în singurătate. El se îndepărtează de curte și se apropie de popor, continuând în anii următori să scrie versuri înflăcărate.
Un nou război civil izbucnește în anii următori după ce fiii lui Husein ridică armele împotriva tatălui lor, iar țara decade tot mai mult, fiind lipsită de guvernarea înțeleaptă a lui Navoi. Sultanul, care mai nutrește încă un sentiment de afecțiune față de fostul său prieten, reușește să-l convingă pe Alișer să se întoarcă la curte. Temându-se de influența lui Alișer, vizirul îl ucide printr-un șiretlic pe nepotul lui Husein și apoi părăsește curtea imperială. Alișer Navoi ajunge în cele din urmă la palat și se întâlnește cu Husein, dar aflând de moartea prințului Mumin și observând moravurile tot mai degradate ale curtenilor, decide să plece pentru totdeauna și coboară în piața orașului, unde este aclamat de întregul popor. Poetul, care își dă seama acum că purtase o făclie luminoasă în fața unui orb, își exprimă încrederea că poporul își va lua destinul în propriile mâini atunci când va veni vremea dreptății și rațiunii.

## Distribuție
- Razzoq Hamroyev — poetul și dregătorul Alișer Navoi (1441–1501), prieten și sfetnic al sultanului Husein[2][12][14] (menționat Razak Hamraev)[28][29]
- Asad Ismatov — Husein Baikara (1438–1506), strănepot al emirului Timur Lenk, sultanul timurid al Heratului în perioada 1469–1506[2][12][14][28][29]
- Obid Jalilov — vizirul Madjdeddin (d. 1494), sfetnic persan al sultanului Husein[2][14] (menționat Abid Djalilov)[28][29]
- Tamara Nazarova — Ghiuli, fata iubită de Alișer Navoi[2][14][28][29]
- Soat Tolibov — Iadîgar (c. 1452–1470), sultanul timurid al Heratului în 1470[2][14] (menționat Sagat Talipov)[28][29]
- Rahim Pirmuhamedov — Abul-Malik, bucătarul lui Iadîgar, eliberat de Alișer[2][14][28][29][30]
- S. Iunusov — Mansur, fiul vizirului[2][14][28][29]
- Lutfulla Nazrullaev — Djelaleddin, pietrar din Herat[2][14] (menționat L. Nazrullaev)[28][29]
- Ș. Azimov — prințul Mumin Mirzo, nepotul lui Husein[2][14][28][29]
- Kudrat Hujaev — Narghis, șeful poliției[2][14] (menționat K. Hudjaev)[28][29]
- A. Toșboev — conducătorul barlas (menționat A. Tașbaev)[2][14][28][29]
- Hikmat Latîpov — bufonul de la curtea sultanului (nemenționat)[28][29]
- Sagdi Tabibullaev — Djami, astrologul de la curtea sultanului (nemenționat)[28][29]

### Dublaj de voce (în limba rusă)
- Aleksei Konsovski⁠(d) — Alișer Navoi[2][28]
- Lev Sverdlin⁠(d) — Husein Baikara[2][28]
- Iakov Belenki⁠(d) — Madjdeddin[28]
- Maria Babanova⁠(d) — Ghiuli[2][28]
- Andrei Fait⁠(d) — Iadîgar[2][28]
- Stepan Kaiukov⁠(d)) — Abul-Malik[2][28]
- Boris Olenin — Djelaleddin[2][28]
- Vsevolod Larionov⁠(d) — prințul Mumin Mirzo[28]
- Vladimir Balașov⁠(d) — Narghis[28]
- Rostislav Pleatt — solul venețian[2][28]
- Gheorghi Millear — astrologul Djami[28]

## Sărbătorirea lui Alișer Navoi
Realizarea acestui film s-a înscris în cadrul festivităților de sărbătorire a 500 de ani de la nașterea poetului național uzbec Alișer Navoi (1441–1501). Asocierea poetului medieval cu națiunea și cultura uzbecă datează însă abia din anii 1920, după înființarea Uniunii Sovietice, și a generat mari controverse.

### Viața poetului

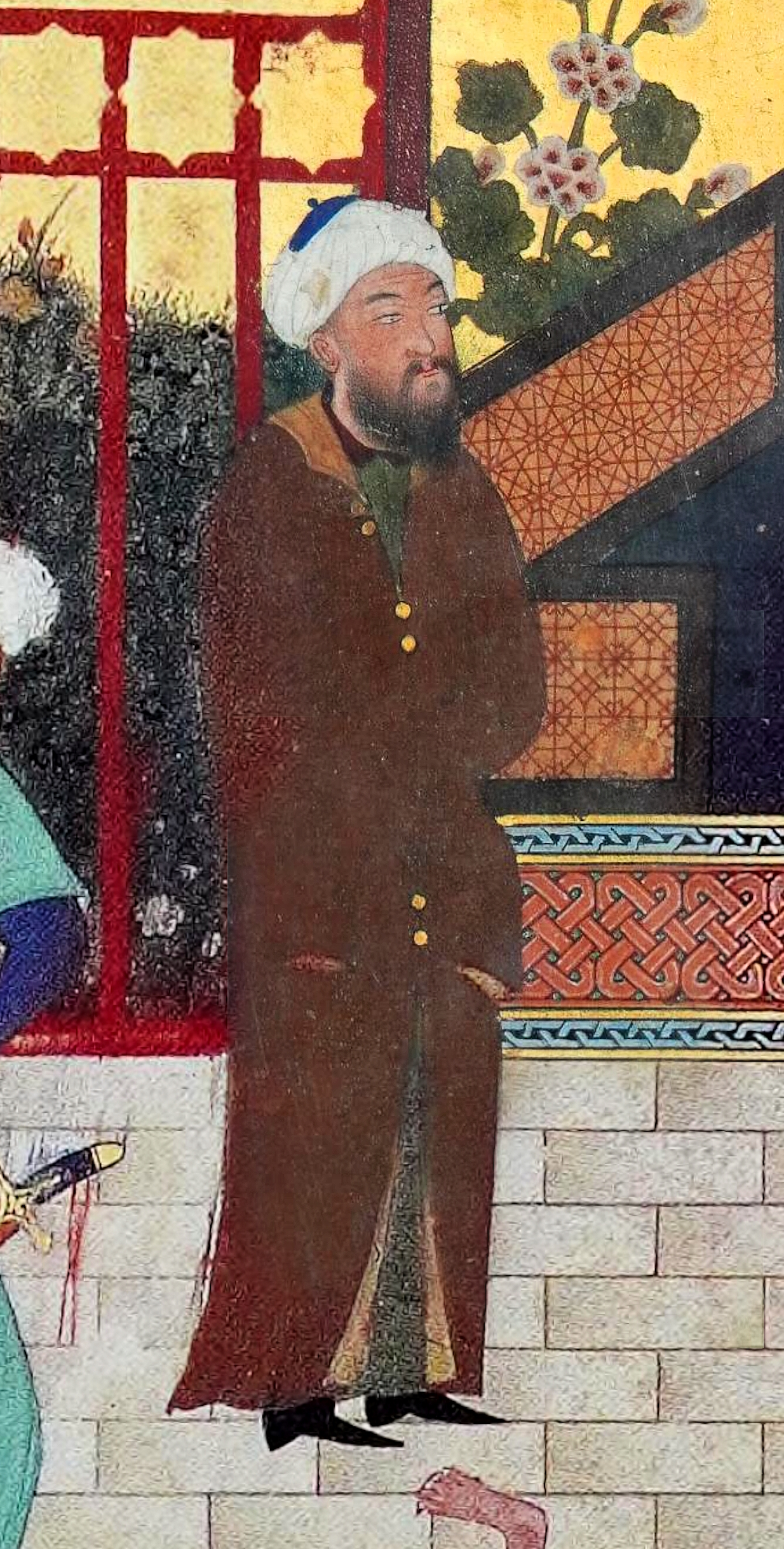
Alișer Navoi în fața sultanului Husein Baikara, miniatură persană din cartea Gulistān (1486) de Saʿdī

Nizām-al-Din ʿAli-Shir Herawī (1441–1501), mai cunoscut sub pseudonimul Alișer Navoi, a trăit în secolul al XV-lea în orașul Herat (care se află în regiunea istorică Marele Khorasan și este situat astăzi pe teritoriul Afganistanului), capitala și principalul centru cultural al Imperiului Timurid, fondat de războinicul turco-mongol Timur Lenk. Era originar dintr-o familie nobilă și a beneficiat în tinerețe de o educație multilaterală, urmând studii între anii 1465 și 1468 la medresa lui Ulug Beg din Samarkand. Cunoștea istorie, filozofie, gramatică, teologie, dreptul musulman, medicină, cosmografie și științele exacte, vorbea mai multe limbi (printre care persana, araba și ciagatai) și avea multiple înclinații artistice: poet, pictor, arhitect și muzician. A fost prieten din copilărie al sultanului Husayn Bāyqarā (1469–1506), unul din strănepoții lui Timur Lenk, și a devenit „purtător al sigiliului“ și mai apoi vizir al imperiului într-o perioadă marcată de războaie civile, contribuind în această calitate la întărirea puterii centrale și reușind să impună o serie de reforme pentru ridicarea nivelului de trai și de cultură al poporului său. În perioada guvernării sale a inițiat un proiect vast de construcții publice: au fost construite moschei, caravanseraiuri, spitale, apeducte, școli, băi publice și o vastă rețea de irigații, care au îmbunătățit viața locuitorilor. Istoricul persan contemporan Khvandamir menționa că Navoi putea fi văzut adesea muncind alături de oamenii simpli la construcțiile din Herat. Navoi a militat, de asemenea, pentru dreptul poporului la educație și pentru înlocuirea în treburile oficiale ale statului a limbii persane cu limba folosită de majoritatea populației. Potrivit celor afirmate de cercetătorul literar Liuțian Klimovici într-un articol publicat în revista Okteabr, poetul a luptat pentru progresul poporului său și a dezvoltat tradițiile sale culturale, ridicându-se astfel „ca un vârf de munte” deasupra contemporanilor săi.
Deranjați de puterea mare pe care o dobândise Navoi și văzându-și amenințate interesele feudale, nobilii timurizi au reușit în cele din urmă să-l convingă pe sultan să-l alunge de la palat și au încercat chiar otrăvirea lui. Poetul a căutat să reia legătura cu sultanul în anii următori și a desfășurat în exil o intensă activitate creatoare, ajungând să fie iubit de popor pentru înțelepciunea și bunătatea sa. Vestea abuzurilor săvârșite ulterior de sultan, la îndemnul nobililor feudali de la curte, l-a decepționat însă pe Navoi. Dezamăgit, poetul a scris cu tristețe: „Și e știut ce-i șahul mînios:/ al încruntării paloș de l-a scos,/ destul e – vinovați, nevinovați, –/ să ne trezim de capete scurtați.”. Moartea lui Alișer Navoi a fost jelită de mii de oameni simpli, după cum a scris un istoric al timpului: „Soarele abia începuse să-și trimită razele sale când s'a răspândit în oraș grozava știre care a devenit pricină de durere pentru întregul popor. Din strigătele care s'au urcat până la cer, cerul s'a acoperit de nouri și pe pământ au început să curgă lacrimile ca șuvoaiele”.
Alișer Navoi a rămas în memoria contemporanilor săi ca un patron al literaturii și artelor: a adunat în jurul său un grup de istorici, poeți, caligrafi și artiști și a avut o mare influență asupra dezvoltării limbii ciagatai și a literaturii turcice, contribuind la impunerea limbii ciagatai ca limbă literară a Uzbekistanului și la dezvoltarea ulterioară a culturii uzbece. El a recomandat ca poeziile să fie scrise într-un limbaj clar și să aibă un conținut bogat în idei pentru a fi accesibile poporului și i-a îndemnat pe poeți să-și păstreze conștiința morală și să spună adevărul. Respingând ideea general acceptată în acea vreme că limba persană (limba curții regale în acea vreme) este singura limbă potrivită pentru scrierea literaturii, Navoi a scris poeme în limba ciagatai care era vorbită de populația turcică de pe Valea Fergana și din estul Turkestanului, ceea ce a făcut ca poemele sale să fie înțelese și apreciate de popor. El a susținut că datoria poetului este să-și slujească poporul, scriind că „dacă ești om, nu-l numi om pe acela care nu se îngrijește de popor”, și s-a considerat cu modestie doar „respirația neamului său”. Scrierile sale conțin numeroase elemente de critică socială – care vizează tirania cârmuitorilor, lenea, destrăbălarea și lăcomia nobililor feudali, fățărnicia clericilor musulmani și trufia savanților vremii –, dar și un elogiu adus muncii cinstite („Doi bani câștigați prin muncă cinstită sunt mai prețioși decât comorile”).
El a lăsat în urma sa opera filozofică umanistă Hamsa, scrisă în perioada 1483–1485 și compusă din patru poeme eroice de proporții vaste (Farhad și Șirin, Leili și Medjunin, Șapte planete și Valul lui Iskender) și dintr-un tratat filozofico-moral (Tulburarea drepților), culegerea de poezii lirice (gazeluri, mukhamase, rubaiate) Char Divan în patru volume (Năzdrăvăniile prunciei, Faptele vrednice de interes ale tinereții, Minunățiile vîrstei bărbătești și Folositoarele învățăminte ale bătrîneții), lucrarea cu caracter etico-didactic Mahbub ül-kulub („Favorita inimilor”), poemul „Lisan al-tair” („Graiul păsărilor”), lucrarea istorico-literară Majalis al-Nafais („Adunarea oamenilor excepționali”), tratatul de lingvistică comparată Muhakamat al-Lughatayn („Litigiul celor două limbi”) și tratatul asupra regulilor versificării Mizan al-Awzan („Balanța prozodiei”). Numeroase reflecții asupra epocii contemporane sunt intercalate în scrierile sale, construind o panoramă a societății medievale a timpului. Navoi este considerat în prezent fondatorul literaturii uzbece, principalul reprezentant al literaturii în limba ciagatai unul dintre cei mai mari poeți ai popoarelor turcice și, alături de tadjicul Avicenna, azerul Nizami Ganjavi și georgianul Șota Rustaveli, unul din reprezentanții de seamă ai Renașterii din Asia Centrală. Pătrunderea operei lui Navoi în Europa a avut loc încă din secolul al XVI-lea, când au fost publicate primele traduceri în limba italiană. Primele informații din literatura străină cu privire la Alișer Navoi au fost incluse în lucrarea enciclopedică în limba franceză Bibliothèque orientale, ou Dictionnaire universel contenant tout ce qui regarde la connoissance des peuples de l'Orient a lui Barthélemy d'Herbelot de Molainville, publicată în anul 1697 la Paris, iar primul studiu dedicat poetului uzbec a fost scris în anul 1855 în limba rusă.

### Simbol al națiunii uzbece

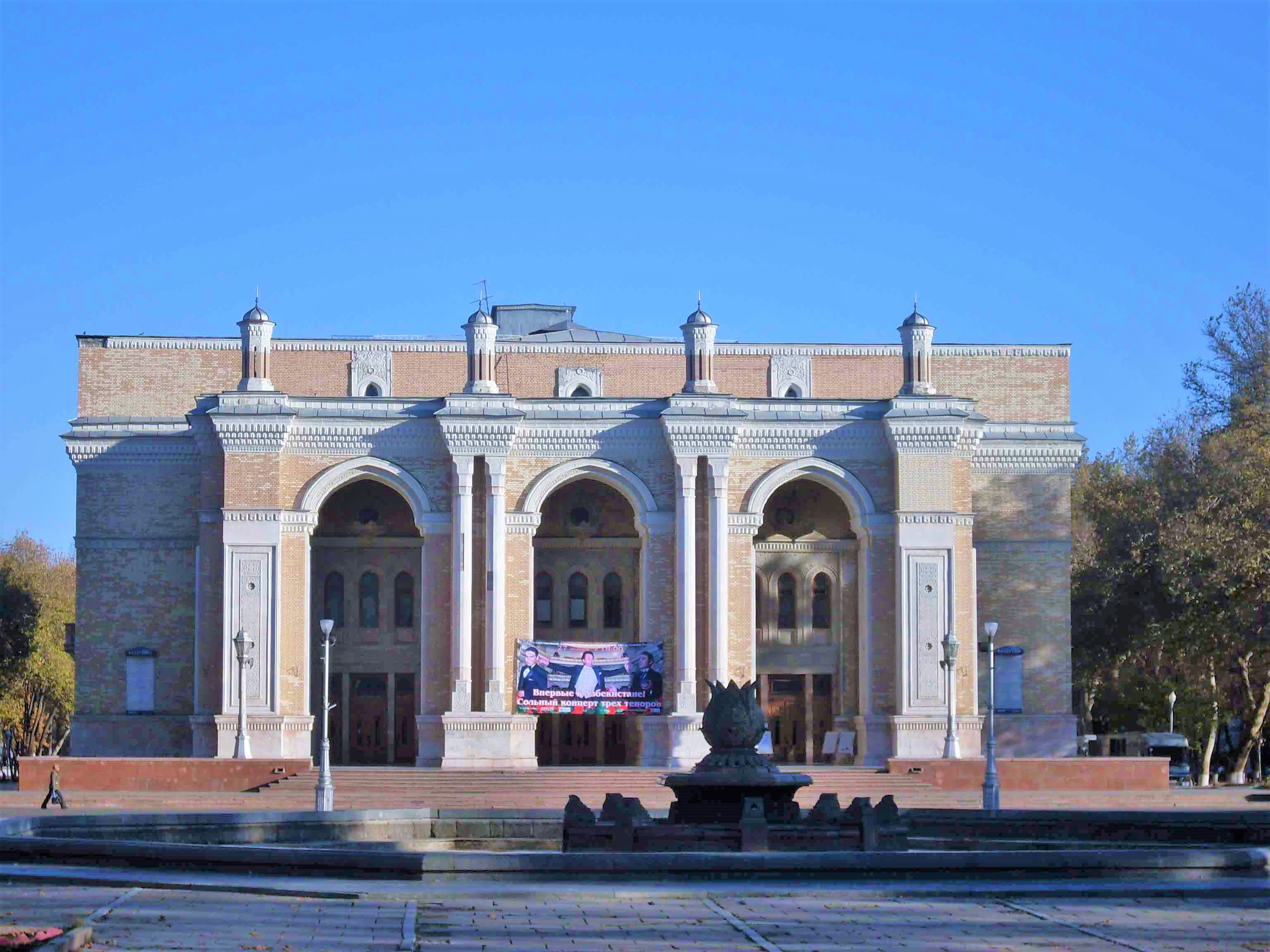
Opera Națională „Alișer Navoi” din Tașkent

Sensul etnonimului „uzbec” a evoluat mult în decursul timpului. Astfel, potrivit istoricului american Edward A. Allworth, triburile uzbece din vremea lui Navoi vorbeau un dialect mai apropiat de limbile kipceakice⁠ și erau formate din indivizi sălbatici și periculoși. Uzbecii au fost considerați până la sfârșitul secolului al XIX-lea urmași ai nomazilor care au migrat în secolele XV–XVI din stepa kipceakă în regiunea Transoxiana (situată între râurile Sîrdaria și Amudaria) și s-au stabilit acolo în timpul dinastiei șaibanizilor. La începutul secolului al XX-lea intelectualii turcici din Asia Centrală au promovat ideea existenței unei singure națiuni turcice, formată atât din populațiile turco-mongole nomade, cât și din populațiile asiatice islamice, națiune care a început să fie numită uzbecă în epoca sovietică. Lingviștii sovietici au redenumit limba ciagatai ca „uzbeca veche”, ceea ce, potrivit lui Edward A. Allworth, „distorsiona grav istoria literară a regiunii” și îi conferea lui Alișer Navoi o identitate uzbecă.
Alișer Navoi a devenit astfel un simbol al națiunii uzbece, fiind considerat poet național, iar lingvistul și istoricul literar Abdurauf Fitrat l-a inclus în antologia Oʻzbek adabiyoti namunalari („Mostre de literatură uzbecă”, 1928), numindu-l cel mai important reprezentant al literaturii uzbeco-ciagatai. Savanții uzbeci și ruși din perioada sovietică au susținut că Navoi a contribuit la dezvoltarea limbii uzbece și l-au considerat fondatorul literaturii uzbece. În consecință, guvernul sovietic a început să organizeze tot felul de evenimente culturale dedicate lui Navoi, iar opera Farhad și Șirin a fost pusă în scenă la Teatrul Bolșoi din Moscova în 1937, cu ocazia aniversării a primului deceniu al culturii uzbece. Propaganda sovietică a scos în evidență spiritul progresist al lui Alișer Navoi și reformele întreprinse pentru îmbunătățirea traiului populației, trecând sub tăcere atât originea nobilă, cât și religiozitatea poetului. S-a subliniat permanent apropierea poetului de oamenii simpli, iar istoricii literari au ajuns chiar să susțină că operele sale principale erau inspirate din legendele populare ale poporului uzbec. În urma acțiunilor propagandistice, Alișer Navoi a devenit un apărător al oamenilor de rând și un profet al viitoarei națiuni socialiste uzbece. Autoritățile sovietice au susținut că opera poetului Alișer Navoi a devenit accesibilă întregului popor uzbec abia în timpul regimului comunist, fiind tipărită în milioane de exemplare.

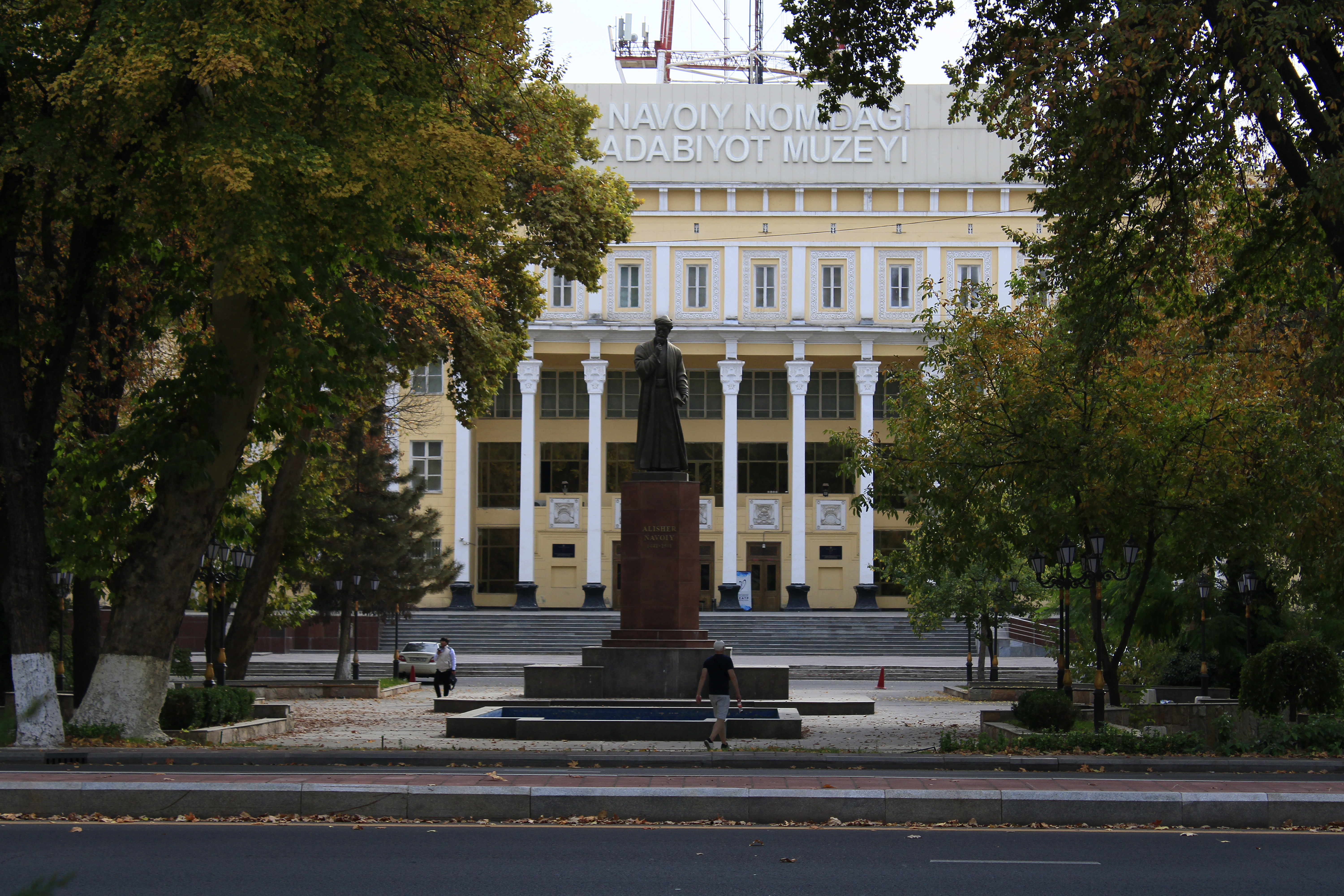
Statuia lui Alișer Navoi din Tașkent (ridicată în 1948)

La propunerea Partidului Comunist din Uzbekistan, Comitetul Central al PCUS a aprobat organizarea în iulie 1941 în întreaga Uniune Sovietică a unor festivități cu prilejul sărbătoririi a 500 de ani de la nașterea poetului, festivități ce urmau să promoveze ideea înfrățirii între popoarele sovietice. Instituțiile științifice și culturale din RSS Uzbecă s-au implicat intens în pregătirea acestor festivități: au fost inaugurate expoziții tematice, s-a planificat deschiderea la Tașkent a unui muzeu, a unei biblioteci și a unui teatru de operă și balet care să poarte numele poetului, a fost lansat un concurs pentru construirea unui monument al lui Navoi, a fost scrisă opera Leyla și Majnun (de către compozitorii Reingold Glier și Talib Sadîkov) inspirată din poeziile lui Alișer Navoi, iar un bulevard central din Tașkent care lega orașul vechi de orașul nou a fost numit în onoarea poetului. Comitetul însărcinat cu organizarea festivităților a planificat, de asemenea, publicarea în tiraje mari a tratatului filozofic „Hamsa” și a volumelor de versuri scrise de Navoi. În ciuda eforturilor depuse de organizatori, autoritățile din republicile sovietice europene (RSS Ucraineană și RSS Bielorusă) au manifestat o indiferență totală, iar presa centrală nu a fost nici ea prea interesată să promoveze aceste evenimente. Izbucnirea Războiului Germano-Sovietic a impus amânarea acestor festivități, care au fost organizate abia în anul 1948.
În semn de recunoaștere a importanței poetului Alișer Navoi pentru cultura uzbecă, numele său a fost dat mai multor instituții culturale din Tașkent, printre care Universitatea de Stat a RSS Uzbece, Teatrul Academic de Operă și Balet (construit în 1947), Muzeul de Stat de Literatură și Biblioteca publică a orașului, precum și unuia din bulevardele principale ale orașului (Alisher Navoiy koʻchasi). Cercetătorii Institutului de limbă și literatură de pe lângă Academia de Științe a R.S.S. Uzbece au studiat în deceniul următor manuscrisele lui Alișer Navoi și au editat patru volume de opere alese ale acestui scriitor uzbec.

## Producție

### Pregătirea filmărilor

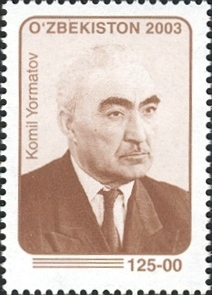
Figura lui Kamil Iarmatov reprezentată pe un timbru emis în Uzbekistan

La sfârșitul anilor 1930 autoritățile sovietice au hotărât realizarea unui film artistic despre viața poetului național uzbec Alișer Navoi (1441–1501) care să fie lansat cu ocazia festivităților de sărbătorire a 500 de ani de la nașterea lui. Filmul urma să fie realizat prin eforturile comune ale studiourilor de film „Mosfilm” și „Uzbekfilm” sub coordonarea cineastului uzbec de origine tadjică Kamil Iarmatov (care fusese numit la începutul anului 1940 în funcția de director artistic al studioului Uzbekfilm).
Scenariul filmului a fost scris de un colectiv mixt ruso-uzbec alcătuit din Viktor Șklovski (din partea rusă) și din Izzat Sultanov (Izzat Sulton), Uigun (Uygʻun, Rahmatulla Atakuziev) și Kamil Iarmatov (din partea uzbecă) și prezenta biografia poetului în legătură strânsă cu lupta poporului pentru o viață mai bună. Construirea decorurilor pentru a început la Moscova sub conducerea artistului Varșam Eremean. Filmările urmau să înceapă în 23 iunie 1941 la Moscova, iar actorii uzbeci sosiseră deja de la Tașkent. Echipa de filmare s-a reunit în acea dimineață pe platourile studioului Mosfilm, dar filmările nu au mai început deoarece cu o zi mai înainte fusese declanșat Războiul Germano-Sovietic și toată lumea era bulversată de această veste. Tânăra actriță azero-uzbecă Ziba Ganieva (interpreta rolului Ghiuli) i-a cerut regizorului să o scoată din echipă pentru că vrea să urmeze cursurile unei școli de infimiere și apoi să plece pe front; ea a devenit ulterior o lunetistă de elită și a fost grav rănită. Din cauza războiului, festivitățile de sărbătorire a 500 de ani de la nașterea poetului național uzbec Alișer Navoi au fost amânate până în toamna anului 1947.
Uigun și Sultanov au scris apoi o piesă de teatru intitulată Alișer Navoi, care a fost jucată pe scena Teatrului de Stat din Tașkent. Rolul lui Ghiuli a fost interpretat acolo de actrița uzbecă Sora Eshontoʻrayeva. În aceeași perioadă, scriitorul uzbec Muso Toshmuhammad oʻgʻli (cunoscut prin pseudonimul Oybek) a scris un roman intitulat Navoi, care a fost publicat în 1945 și a fost distins apoi cu Premiul Stalin. Romanul lui Oybek, cu un caracter profund realist, prezintă viața și activitatea poetului și filozofului umanist uzbec Alișer Navoi și, potrivit politicianului Amin Niyazov (viitor președinte al Prezidiului Sovietului Suprem al RSS Uzbece în perioada 1947–1950 și apoi prim-secretar al Comitetului Central al Partidului Comunist din Uzbekistan în perioada 1950–1955), este o operă remarcabilă care a „îmbogățit comoara literaturii naționale uzbece”.

### Amânări
Realizarea filmului Alișer Navoi, care fusese atent pregătită, a trebuit amânată din cauza războiului. Rămas fără activitate, cineastul Iarmatov, care luptase în cadrul Armatei Roșii în timpul Războiului Civil Rus și fusese rănit grav la picior într-una din bătălii, s-a prezentat la Centrul militar de înregistrare și înrolare, situat în apropierea sediului Mosfilm, și a cerut să fie înrolat și trimis pe front cu gradul de ofițer. Comisarul militar i-a respins cererea pe motiv de invaliditate, în ciuda protestelor cineastului că poate trage cu arma chiar și în aceste condiții. Șaisprezece angajați ai studioului Mosfilm, inclusiv Iarmatov, s-au înscris în unitatea de miliție din apropierea Moscovei.
După trei luni de activitate a lui Iarmatov în cadrul miliției, comandantul suprem al Armatei Sovietice a hotărât scoaterea tuturor artiștilor din unitățile aflate pe front și încorporarea lor în unități artistice de propagandă. În octombrie 1941, ca urmare a apropierii Armatei Germane de Moscova, studiourile cinematografice rusești au fost evacuate, iar artiștii cinematografici au fost trimiși în Asia Centrală și repartizați la studiourile de film din Tașkent, Alma Ata și Așgabat. La cererea lui Usman Iusupov, prim-secretarul Partidului Comunist din Uzbekistan, cineastul Kamil Iarmatov a realizat două filme de propagandă cu tematică antifascistă: Prieteni pe front (1942) și Darul patriei (1943).

### Reluarea filmărilor

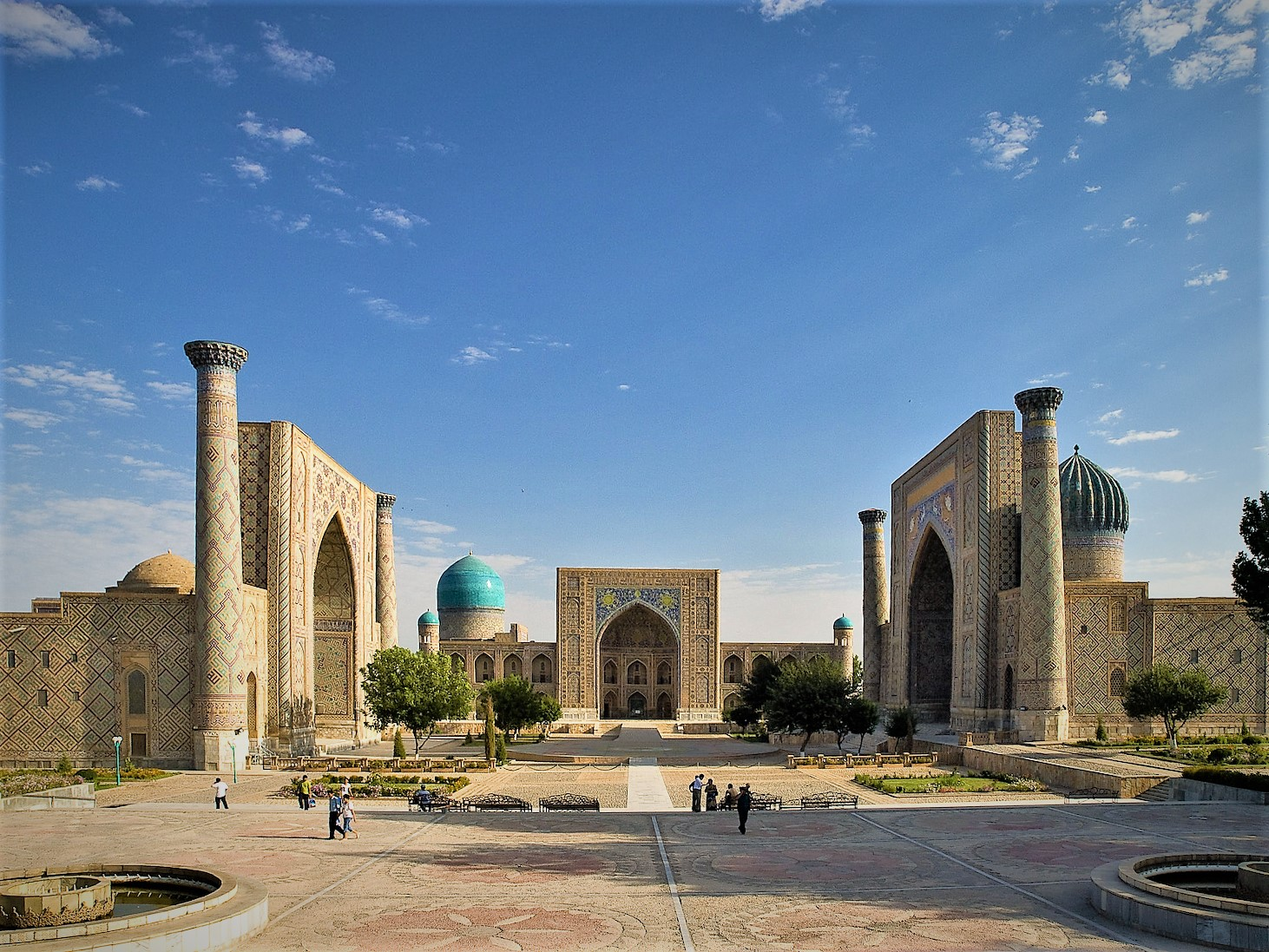
Locul principal de filmare a fost orașul medieval Samarkand din Uzbekistan

În anul 1946, după mai mulți ani de amânare, în care a strâns documente istorice și a studiat viața lui Alișer Navoi, precum și epoca în care a trăit poetul, Kamil Iarmatov a reluat pregătirea filmului Alișer Navoi și l-a invitat pe scenaristul rus Aleksei Speșnev să rescrie scenariul. Versiunea rusă a textului a fost tradusă de Speșnev și Șklovski, iar versurile lui Alișer Navoi recitate în film au fost traduse în rusă de poetul și traducătorul Lev Penkovski (1894–1971). Realizarea filmului s-a înscris în contextul aniversării a 500 de ani de la nașterea poetului Alișer Navoi, care a fost programată să aibă loc în toamna anului 1947 în întreaga Uniune Sovietică. Cu acest prilej, au fost publicate mai multe cărți și studii referitoare la viața și opera poetului național uzbec (o ediție completă a operei sale, elaborată de Academia de Științe a U.R.S.S., câteva lucrări istorice despre epoca lui Navoi și o culegere de articole scrise de cei mai reputați orientaliști sovietici precum istoricul Aleksandr Iakubovski, filologul Evgheni Bertels și lingvistul Aleksandr Borovkov) și au fost organizate câteva expoziții de cărți și documente la Tașkent.
Filmul Alișer Navoi a fost produs în 1947 de Studioul de film din Tașkent (denumit ulterior Uzbekfilm) și a fost regizat de Kamil Iarmatov, artist emerit al RSS Uzbece. Realizarea acestui film reprezenta, potrivit cineastului uzbec, „un însemnat eveniment în viața studio-ului nostru”, fiind primul film istoric de mare anvergură al colectivului de creație de acolo, și, în același timp, „un examen sever al maturității creatoare pentru mulți activiști ai cinematografiei uzbece”. Iarmatov i-a cooptat în echipa de producție pe artistul scenograf Varșam Eremean și pe tânărul cameraman Mihail Krasneanski (Mixail Krasnyanskiy), refuzând ofertele unor cameramani mai experimentați, și a fost asistat pe parcursul filmărilor de Zagid Sabitov. Rolurile principale au fost atribuite actorilor uzbeci Razzoq Hamroyev (poetul Navoi), Asad Ismatov (sultanul) și Obid Jalilov (vizirul). Primii doi (Hamroyev și Ismatov) erau artiști emeriți ai RSS Uzbece, în timp ce Jalilov era actor al poporului din RSS Uzbecă. Tânărul actor Razzoq Hamroyev (1910–1981), interpretul poetului Alișer Navoi, era un specialist în filologia orientală și se distingea prin inteligență, talent și aspect aristocratic. Hamroyev și Jalilov jucaseră recent în comedia populară Aventurile lui Nastratin Hogea (în rusă Похождения Насреддина, transliterat: Pohojdeniia Nasreddina), care a fost filmată tot în Uzbekistan și lansată în anul 1947. Rolul lui Ghiuli, fata iubită de Alișer Navoi, a fost interpretat de actrița uzbecă Tamara Nazarova, viitoarea soție a scriitorului Sangiar Tillayev. Vocile actorilor uzbeci au fost dublate în limba rusă la studioul Soiuzmultfilm, sub coordonarea regizorului I. Șipanov, de actori ca Aleksei Konsovski⁠(d) (Alișer Navoi), Lev Sverdlin⁠(d) (Husein Baikara), Maria Babanova⁠(d) (Ghiuli), Andrei Fait⁠(d) (Iadîgar), Stepan Kaiukov⁠(d)) (Abul-Malik), Boris Olenin (Djelaleddin) și Rostislav Pleatt (solul venețian).
Filmările s-au desfășurat în decorul medieval al orașului Samarkand (Uzbekistan) și pe platourile studioului de film din Tașkent. Poarta și zidurile orașului feudal Herat au fost reconstruite, în stilul arhitecturii orientale vechi, în partea de nord a Samarkandului, în jurul unor vechi moschei, a complexului de mausolee Shah-i-Zinda (Shohizinda) și a cetățuii Afrosiyob. Una din piețele principale ale Samarkandului – piața publică Registan, înconjurată din trei părți de medresele Ulugh Beg, Tilya Kori și Sher-Dor – a devenit pentru o zi piața vechiului Herat, fiind umplută de nobili îmbrăcați în haine scumpe, din militari înarmați și dintr-o mulțime zgomotoasă și pestriță (formată din sute de figuranți), care întâmpinau sosirea sultanului și a suitei sale. Cu ocazia filmărilor, au fost construite acolo câteva suprastructuri speciale. Scenele de luptă dintre oștile lui Baikara și Iadîgar au fost filmate pe colinele din împrejurimile Samarkandului, iar scena construirii stăvilarului și a canalului de irigații pe malul canalului Dargom⁠(ru)[traduceți], alimentat de apele râului Zeravșan⁠(en)[traduceți]. Spațiile interioare ale clădirilor (sala tronului, dormitorul lui Husein Baikara, corturile de pe câmpul de luptă, camera lui Alișer Navoi în turnul palatului din Herat și observatorul astronomic) din vremea lui Alișer Navoi au fost construite, după un studiu amănunțit al arhitecturii epocii, de artistul scenograf Varșam Eremean pe platourile studioului Uzbekfilm din Tașkent. Asad Ismatov, interpretul sultanului Husein Baikara, a intrat atât de bine în rolul tiranului, încât publicul prezent pe platoul de filmare izbucnea în plâns chiar dacă nu cunoștea limba uzbecă. Situația devenise deranjantă, iar regizorul a hotărât într-o zi să întrerupă filmările. Cameramanul Krasneanski, scenograful Eremean și actorii Hamroyev și Ismatov s-au adunat în acea noapte în camera regizorului și, susținând că interpretarea lui Ismatov era perfectă, l-au convins să refacă acea scenă și să o filmeze a doua zi într-un alt mod.
Decorurile au fost proiectate de scenograful armean Varșam Eremean, artist al poporului din RSS Uzbecă. Sunetul a fost înregistrat de inginerul G. Sencilo, iar muzica a fost compusă de compozitorul rus de origine germano-polono-ucraineană Reingold Glier (Reinhold Glière, artist al poporului din URSS și laureat al premiului Stalin), și de compozitorul uzbec Talib Sadîkov (Tolib Sodiqov). Montajul filmului a fost realizat de Grigori Șirokov. Lungimea peliculei este de 2.717 metri.

## Recepție

### Lansare
Filmul Alișer Navoi a fost lansat pe 6 februarie 1948 la Moscova și a avut parte de un mare succes comercial, fiind vizionat de 7,3 milioane de spectatori în cinematografele din Uniunea Sovietică. El a fost distribuit apoi de compania Soveksportfilm în 132 de țări ale lumii printre care Germania (8 iunie 1948), Serbia (23 iunie 1948), Croația (7 iulie 1948), Slovenia (23 septembrie 1948), Austria (9 octombrie 1948, la Festivalul Filmului Sovietic de la Viena), Ungaria (16 decembrie 1948), România (19 martie 1949), Japonia (21 mai 1949) și Finlanda (1 iunie 1951). Alișer Navoi a fost prezentat în cadrul Festivalului Internațional de Film din Cehoslovacia, care a avut loc în perioada 17 iulie – 2 august 1948 în orașul balnear Mariánské Lázně (anterior Marienbad), și, de asemenea, la Festivalul Filmului Sovietic de la Viena, din octombrie 1948, unde s-a bucurat de mare succes.
Premiera filmului în România, anunțată ca iminentă în noiembrie 1948, a avut loc în 19 martie 1949, cu prilejul Congresului Organizației Unice Revoluționare a Tineretului din Republica Populară Română, după ce pelicula fusese achiziționată și adusă în România în decembrie 1948. Alișer Navoi, care a fost descris de presa epocii ca „marele film istoric” și „o operă de o excepțională valoare artistică și documentară”, a rulat în perioada următoare în unele cinematografe bucureștene precum Aro, Trianon, Dacia, Izbânda, Marna și Odeon (martie 1949), Casa prieteniei sovieto-române (aprilie 1949), Model (august 1949), Florida (septembrie 1949), Cultural și Unic (decembrie 1949), Unic (ianuarie 1950), Noni (ianuarie 1950), Lyra (martie 1950), Apollo (aprilie 1950), Elena Pavel (septembrie 1952), Miorița (noiembrie 1952), Ilie Pintilie (noiembrie 1952), 7 Noembrie (decembrie 1952 – ianuarie 1953), T. Vladimirescu (ianuarie, iulie 1953), Popular (februarie 1953), Rahova (martie 1953, octombrie 1954), Gh. Doja (iunie 1953), Vasile Roaită (decembrie 1953), Libertății (februarie 1954), și 8 Mai (martie–aprilie 1954) ș.a., dar și în unele cinematografe din alte orașe (de exemplu, la Craiova, Piatra-Neamț, Oradea, Iași, Sibiu, Galați, Brașov, Târnăveni și Roman), inclusiv până în octombrie 1954.

### Aprecieri critice și premii
Filmul lui Kamil Iarmatov reconstituie biografia poetului turcic Alișer Navoi în strânsă legătură cu lupta poporului său pentru o viață mai bună, realizând o frescă realistă a vieții din Asia Centrală în secolul al XV-lea și conturând un portret moral viguros al principalului reprezentant al literaturii uzbece. Cronicile contemporane din presa comunistă au scos în evidență afirmarea unei concepții ideologice noi (de sorginte marxist-leninistă) în tratarea istoriei unui popor oriental: astfel, spre deosebire de cinematografia din țările capitaliste care prezenta popoarele orientale ca popoare barbare, neevoluate și sângeroase și justifica exploatarea colonială ca un act de „educare” cu caracter progresist, cinematografia sovietică privea popoarele orientale ca popoare vechi, cu un patrimoniu cultural bogat, care nu au putut progresa din cauza războaielor civile îndelungate și a secătuirii resurselor. Artiștii sovietici intenționau să reflecte cultura bogată a acestor popoare, unele evenimente esențiale din istoria lor și luptele duse pentru păstrarea independenței și identității etnice. În prima jumătate a secolului al XX-lea, poetul Alișer Navoi a ajuns astfel să fie considerat un simbol al națiunii uzbece.
Reflectarea acestei noi concepții ideologice și calitățile artistice intrinseci ale peliculei au făcut ca Alișer Navoi să fie distins în anul 1948 cu Premiul Stalin clasa a II-a și să devină astfel prima producție cinematografică uzbecă laureată a celui mai înalt premiu sovietic. Au fost premiați cu câte 50.000 de ruble regizorul Kamil Iarmatov și interpreții principali Razzoq Hamroyev și Asad Ismatov. Succesul filmului l-a făcut pe Kamil Iarmatov să susțină mai târziu că Alișer Navoi este filmul său reprezentativ și că filmele sale ulterioare nu s-au ridicat la nivelul artistic al acestuia. Singurul fiu al cineastului, născut în 1949, a fost numit Alișer Iarmatov și a devenit specialist în istoria modernă și contemporană.
Criticii sovietici au lăudat acest film în recenziile lor pentru „tratarea delicată a detaliilor istorice, neprezentând nici exotismul și nici înapoierea, ci o cale constructivă către prezent”, și l-au descris ca o producție cinematografică uzbecă „națională ca formă, socialistă ca conținut, ca idee, ca tratare a materialului istoric”, care confirmă afirmația ideologului Andrei Jdanov că „internaționalismul se naște acolo unde înflorește arta națională”. Potrivit criticului S. Krainov, regizorul Kamil Iarmatov și actorii Razzoq Hamroyev și Asad Ismatov au înțeles epoca lui Alișer Navoi și au reușit astfel „să pătrundă în adâncimea materialului istoric”, creând un film, prin care „arta cinematografică uzbecă a dat cu succes examenul de maturitate”, după cum scria poetul și criticul Aleksei Surkov, redactor al revistei literare ruse Ogoniok. Cu toate că a tratat o temă istorică, filmul Alișer Navoi „nu s'a îndepărtat de actualitate”, consemna criticul revistei franceze L'Écran français. În raportul prezentat în anul 1955 cu ocazia celui de-al II-lea Congres Unional al Scriitorilor Sovietici, cineastul rus Serghei Gherasimov (profesor universitar la Institutul de Cinematografie din Moscova, Artist al Poporului, triplu decorat cu Premiul Stalin) a considerat acest film drept „un exemplu de măiestrie” dramaturgico-regizorală, la fel ca filmele sovietice Șciors, Pepo, Ultima mascaradă și Bogdan Hmelnițki. Profesorul american Peter Rollberg, specialist în literatura și cinematografia rusă și sovietică, a susținut că „în ciuda evidentelor restricții ideologice, regizorul a reușit să confere portretului său cinematografic o complexitate psihologică, în special în cea de-a doua jumătate a filmului, ceea ce era un lucru neobișnuit în acei ani”.
Presa românească de la începuturile guvernării comuniste a evidențiat „adânca principialitate ideologică care străbate acest film”, susținând că prin „cuvintele înțeleptului învățător [...] grăiește însăși poporul”, și a menționat mai multe fraze atribuite lui Alișer Navoi care se încadrau ideologiei noului regim comunist precum „puterea nu are niciun rost când e fără țel”, „un dușman iertat nu va deveni niciodată un prieten”, „dacă ești om, nu-l numi om pe acela care nu se îngrijește de popor” sau „pentru omul care asuprește și umilește pe ceilalți nu putem avea indulgență și milă, căci acesta merită cea mai grea pedeapsă”. În acest context, jurnalistul Sorin Mladoveanu consemna în noiembrie 1948 în ziarul Scânteia (organul central al Partidului Muncitoresc Român) că filmul sovietic Alișer Navoi este inspirat „din înaltele tradiții și principii artistice ale cinematografului rus” și îl descria ca „o operă de o excepțională valoare artistică și documentară, care dovedește în mod strălucit la ce înalt nivel au ajuns tinerele cinematografii naționale ale popoarelor din Uniunea Sovietică, la ce culmi de înflorire a ajuns, sub socialism, arta unor popoare, care până nu demult erau analfabete”, iar criticul Emil Suter de la revista Contemporanul îl considera „o pildă elocventă a concretizării principiului stalinist al unei arte naționale în formă și socialistă în conținut”. Cronici propagandistice au apărut și în alte ziare: criticul ziarului Viața Capitalei a înscris Alișer Navoi printre filmele care dovedesc „această măestrie fără pereche” și „incomparabila artă a filmelor biografice sovietice”, în timp ce criticul ziarului regional Lupta Sibiului susținea în iulie 1949 că ecranizarea sovietică reflectă „cu adânc realism și colorit local” activitatea și ideile progresiste ale învățatului Alișer Navoi, care „s’a ridicat ca un vârf de munte deasupra secolului său”. În mod asemănător, corespondentul ziarului Luptătorul din Bacău a scris că „filmul acesta [...] dovedește forța unei arte descătușate, vitalitatea și energia creatoare, bucuria vieții unui popor liber și fericit” și completa că „inepuizabilele resurse ale artei naționale sovietice, ca și toate uriașele realizări ale regimului sovietic, sunt o strălucită confirmare a cuvintelor profetice rostite în film de Alișer Navoi: «Vom întemeia Statul ințelepciunii și dreptății».” Cronicile criticilor români au susținut că pelicula sovietică i-a impresionat pe spectatorii români prin imaginile sale poetice și exotice și prin prezentarea pe acran a maselor în mișcare, fiind „bogată în acțiune, pitorească și executată în condițiunii tehnice superioare”, și au elogiat, de asemenea, interpretările de calitate ale actorilor uzbeci (îndeosebi cea a protagonistului Hamroyev, care a realizat „un joc sobru, nuanțat de o rară distincție și noblețe”). Unii critici români ai vremii au folosit chiar epitete ca „nemuritor” (Ecaterina Oproiu), „admirabil”, „minunat” (Adrian Rogoz) sau operă „de o neobișnuită intensitate artistică” consacrată unui erou nemuritor (Emil Suter).
Enciclopedia cinematografică germană Lexikon des internationalen Films descrie astfel acest film: „Film istoric biografic despre poetul uzbec Navoi din secolul al XV-lea, care – în calitate de sfetnic al sultanului, prietenul său din copilărie cu un caracter slab și ulterior tiranic, numit în funcția de mare emir – nu poate pune capăt mașinațiunilor criminale ale marelui vizir și, în cele din urmă, se amestecă printre oamenii simpli. Foarte lent, liniștit și pus în scenă eficient ca o epopee națională uzbecă.”.

## Locuri de filmare

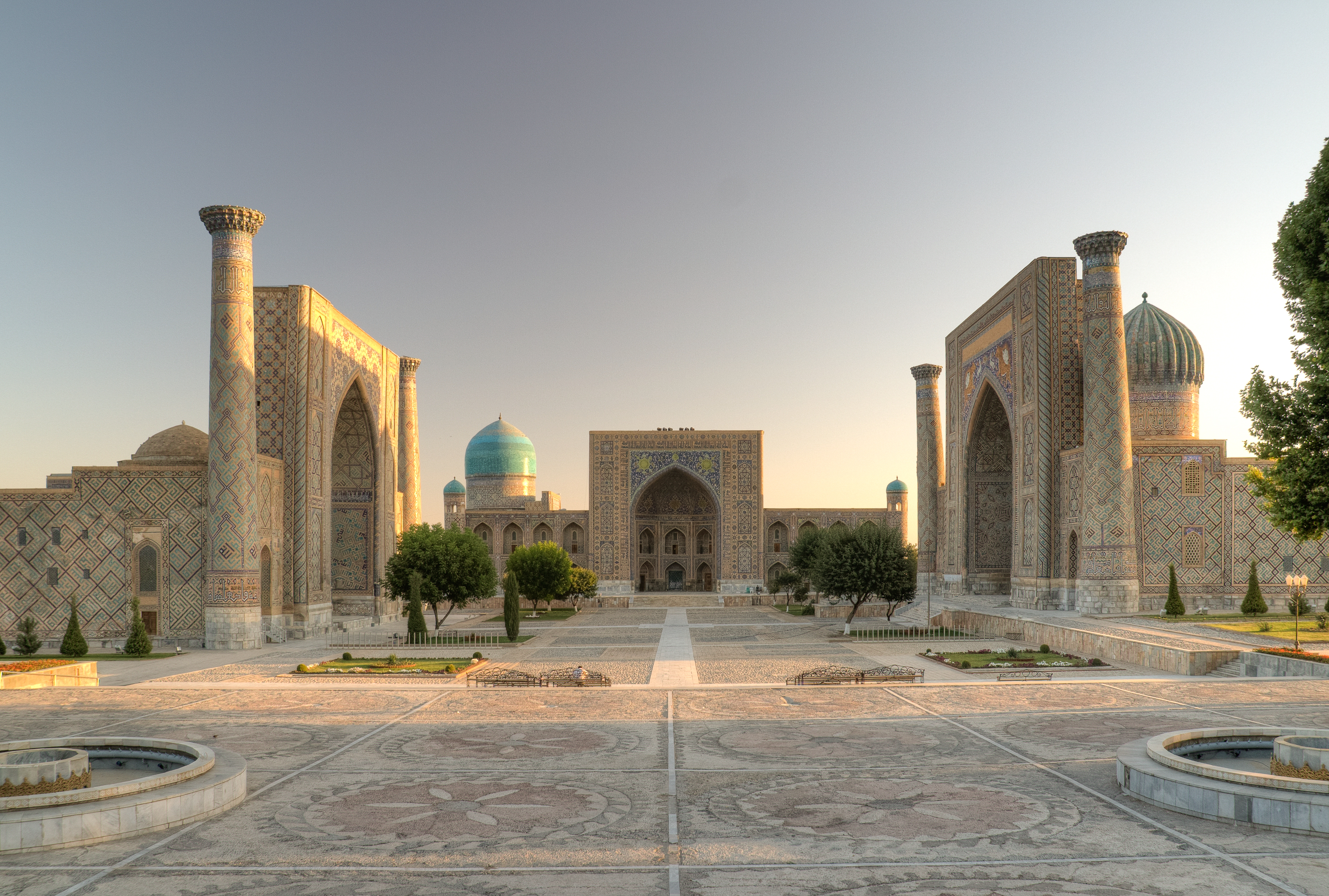
Piața publică Registan din Samarkand, cu cele trei medrese: medresa Ulugh Beg, medresa Tilya Kori și medresa Sher-Dor
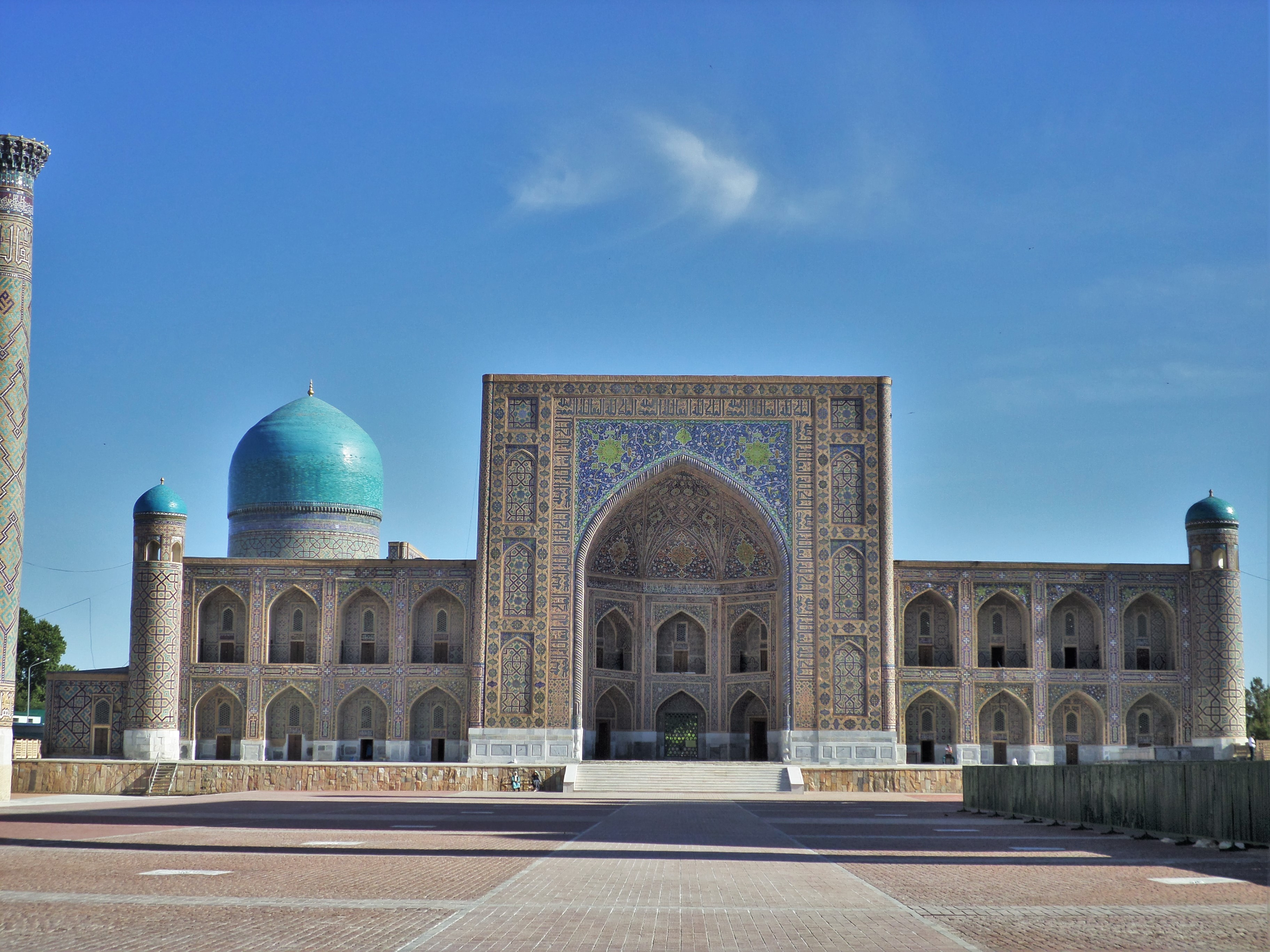
Medresa Tilya Kori
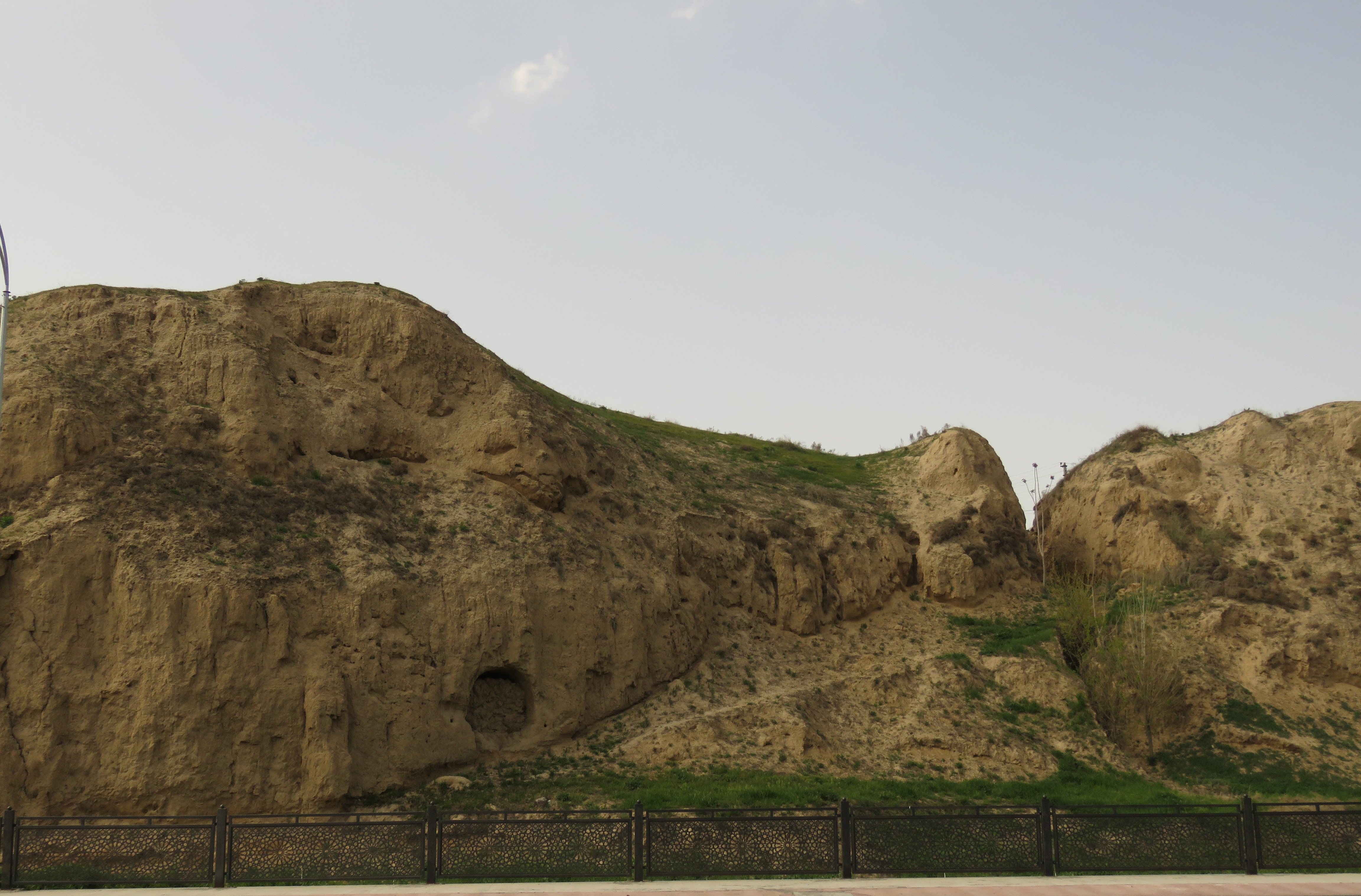
Cetatea Afrosiyob din Samarkand
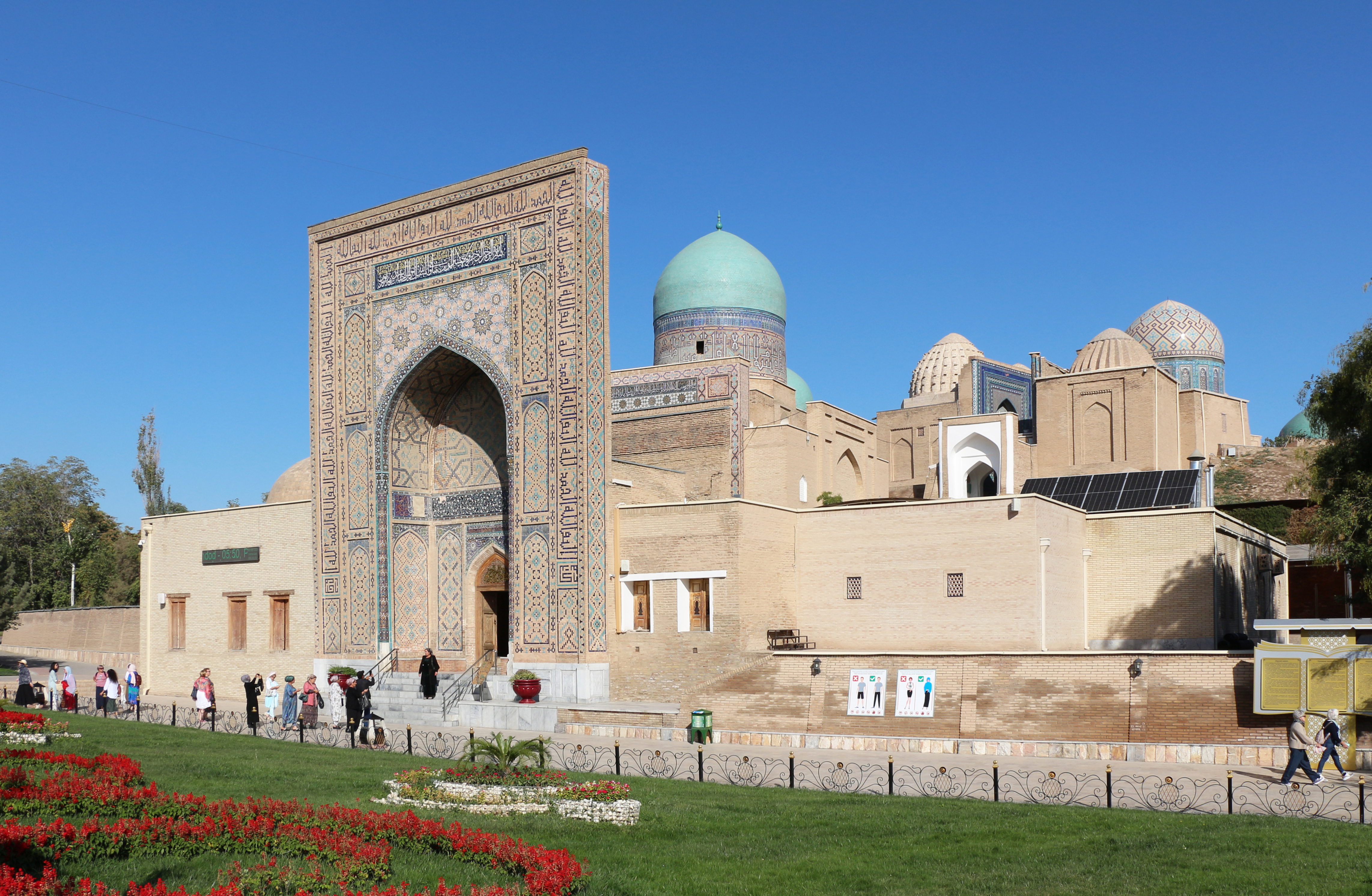
Complexul de mausolee Shah-i-Zinda